# Lạc Nam
Lạc Nam (chữ Hán phồn thể: 洛南縣, chữ Hán giản thể: 洛南县) là một huyện của địa cấp thị Thương Lạc, tỉnh Thiểm Tây, Trung Quốc. Huyện Lạc Nam có diện tích 2562 km2, dân số năm 2002 là 450.000 người. Mã số bưu chính là 726100. Huyện Lạc Nam được chia thành 7 trấn và 54 hương. 
- Trấn: Thành Quan, Vĩnh Phong, Thạch Pha, Vệ Đông, Cổ Thành, Thạch Môn, Cảnh Thôn.
- Hương: Miếu Loan, Linh Khẩu, Thượng Tự Điếm, Hoàng Bình, Miếu Đài, Mã Hà, Tạ Loan, Bạch Lạc, Tứ Hạo, Hồ Hà, Ngõa Tử Bình, Lạc Nguyên, Bảo An, Trương Bình, My Để, Chu Loan, Thương Thụ, Lý Hà, Lương Đầu Nguyên, Tang Bình, Trần Nhĩ, Hiệt Sơn Hà, Tự Pha, Tuần Kiểm, Tam Nguyên, Giá Lộc, Trách Khẩu Hà, Lật Dục, Ma Bình, Cô Sơn, Du Phòng, Bát Lý Kiều, Diêu Để, Tự Nhĩ, Yên Chi Hà, Ngũ Tiên, Tam Yếu, Lý Nguyên, Vương Lĩnh, Cao Diệu, Tứ Xá, Bách Dụ Tự, Dương Thôn, Du Tuyền, Ngưu Loan, Dương Khất, Trương Hà, Hoa Miếu, Tổ Sư, Tiêm Giác, Quan Kiều Hà, Miều Bình, Phong Lăng.